# Bärnsee
Der Bärnsee ist ein natürlicher See im Gemeindegebiet von Aschau im Chiemgau. Er liegt im gleichnamigen Landschaftsschutzgebiet Bärnsee und Umgebung.